# Chiesa di Santa Maria Maggiore (Martignacco)
La chiesa di Santa Maria Maggiore è la chiesa, ora sconsacrata, che è stata per secoli il più importante luogo di culto di Martignacco (provincia di Udine).

## Storia
Il presente edificio fu iniziato nel 1504, come si può leggere all'interno alla base della terza colonna da sinistra:
In precedenza, sullo stesso sito insisteva un precedente edificio religioso, come testimoniato da  scavi eseguiti al suo interno e da numerose testimonianze scritte, come la concessione di indulgenze da parte del Patriarca di Aquileia a chi concorreva alla riedificazione della chiesa. I lavori terminarono e la chiesa fu consacrata il 2 febbraio 1569. Fu successivamente ampliata nel 1718 su progetto del capomastro Luca Andrioli: furono costruiti il nuovo presbiterio e due sacrestie.
Alla destra della chiesa sorge il campanile, risalente al 1790. Verso la fine del XIX secolo fu decisa la costruzione di una nuova chiesa più ampia, per le esigenze della comunità in espansione. La nuova chiesa fu terminata nel 1926, mentre la chiesa vecchia fu sconsacrata e per vari anni fu usata come fienile. Ora è tornata di proprietà della Chiesa e sono allo studio progetti per la sua riqualificazione.

## Descrizione

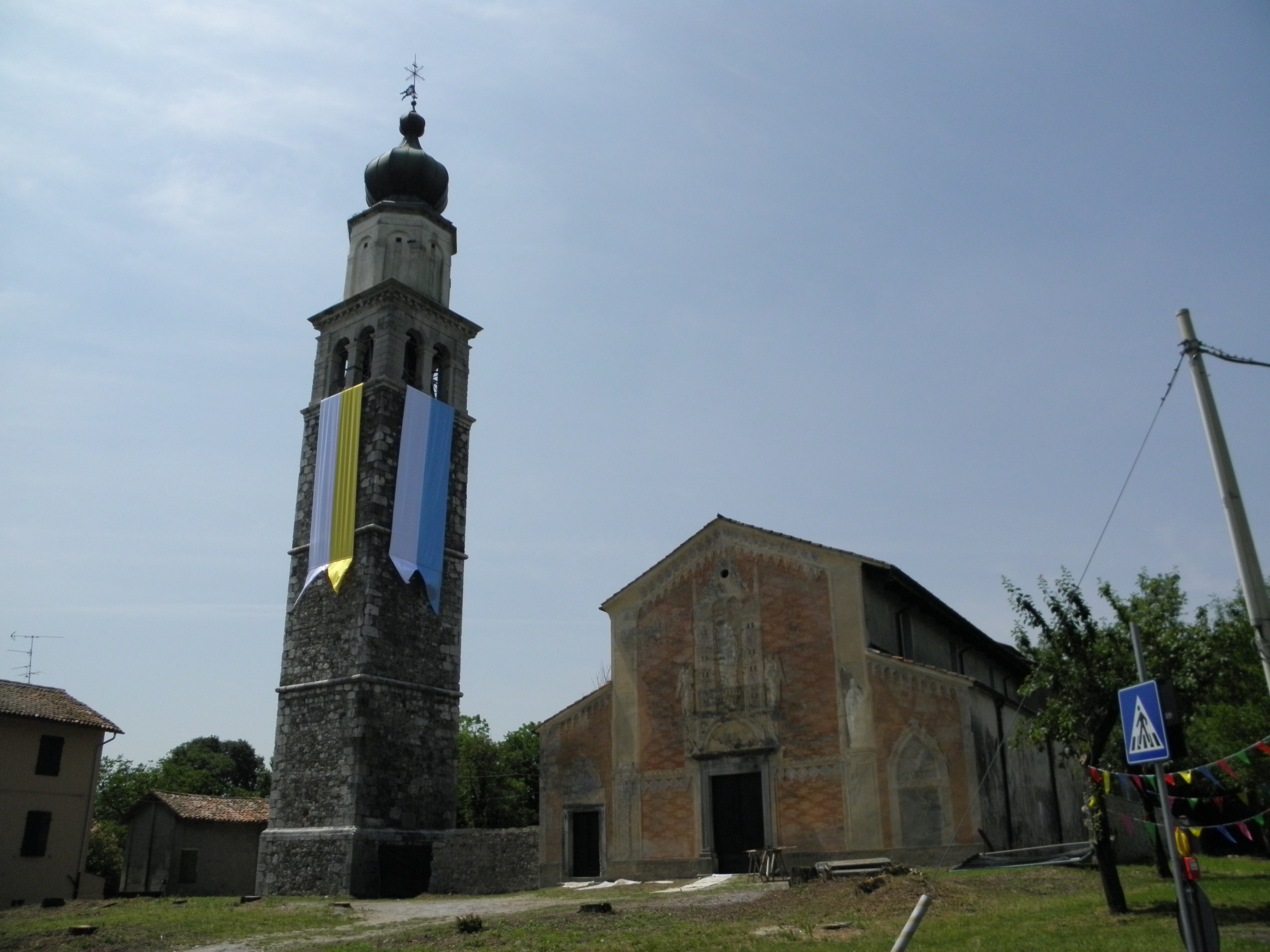
La chiesa e il campanile

La chiesa ha tre navate; sulla facciata restano i dipinti molto deteriorati che rappresentano la Madonna, San Biagio e Santa Brigida, protettori della parrocchia.

## Interno
All'interno, oltre all'altare principale, erano presenti quattro altari laterali. L'altare
maggiore fu eretto nel 1735 ed era dedicato alla Madonna, su disegno e con l'intervento diretto di Biagio e di Francesco Valle, tagliapietre di Tricesimo.
Gli affreschi del presbiterio furono realizzati nel 1831.
Negli anni seguenti furono eseguiti altri lavori di ristrutturazione e di ampliamento, utilizzando anche materiale di spoglio, proveniente in parte dalle chiese campestri di San Clemente, di Santa Brigida e di San Biagio. Nel 1865 fu collocato l'organo, costruito dal maestro organaro Valentino Zanin; successivamente lo strumento fu portato nella nuova chiesa parrocchiale di Santa Maria Assunta.
All'interno erano due pale d'altare: una raffigurante la Madonna con San Giuseppe e San Sebastiano, l'altra la Madonna con Santa Lucia, San Carlo e San Biagio, eseguite fra il 1775 e il 1776 dal pittore udinese Giovanni Battista De Rubeis. Altre due tele, raffiguranti Santa Lucia e Sant'Antonio di Padova, sono opere del pittore Giovanni Battista Tosolini.